# فرودگاه شهرستان سمپسن
فرودگاه سمپسن کانتی (به انگلیسی: Sampson County Airport) یک فرودگاه همگانی با کد یاتا CTZ است که یک باند فرود آسفالت دارد و طول باند آن ۱۲۸۶ متر است. این فرودگاه در شهر کلینتون، کارولینای شمالی کشور ایالات متحده آمریکا قرار دارد و در ارتفاع ۴۵٫۱ متری از سطح دریا واقع شده است.